# Akel Clarke
Akel Clarke, né le 25 octobre 1988 à Georgetown, est un footballeur international guyanien évoluant au poste de gardien de but.

## Biographie

### En club
Gardien de petite taille, il joue dans son pays natal mais aussi à Trinité-et-Tobago et au Suriname.

### En sélection
Le 29 mai 2011, il fait ses débuts avec le Guyana lors d'un match amical contre la Barbade (match nul 1-1),.
En juin 2019, il est retenu par le sélectionneur Michael Johnson afin de participer à la Gold Cup organisée aux États-Unis, en Jamaïque et au Costa Rica. Le 18 juin 2019, il joue lors du tout premier match de l'histoire du Guyana en Gold Cup contre les États-Unis (défaite 4-0). Trois jours plus tard, il est également titulaire lors de la rencontre face au Panama (défaite 2-4).

## Palmarès
- Central FC
  - Championnat de Trinité-et-Tobago
    - Champion : 2015, 2016 et 2017

  - Coupe First Citizens
    - Vainqueur : 2014
    - Finaliste : 2015

  - Coupe Pro Bowl
    - Vainqueur : 2015
    - Finaliste : 2017

  - Championnat des clubs caribéens
    - Vainqueur : 2015 et 2016

- North East Stars
  - Championnat de Trinité-et-Tobago
    - Champion : 2017

- Fruta Conquerors
  - Championnat du Guyana
    - Champion : 2018